# 동지 (니에브르주)

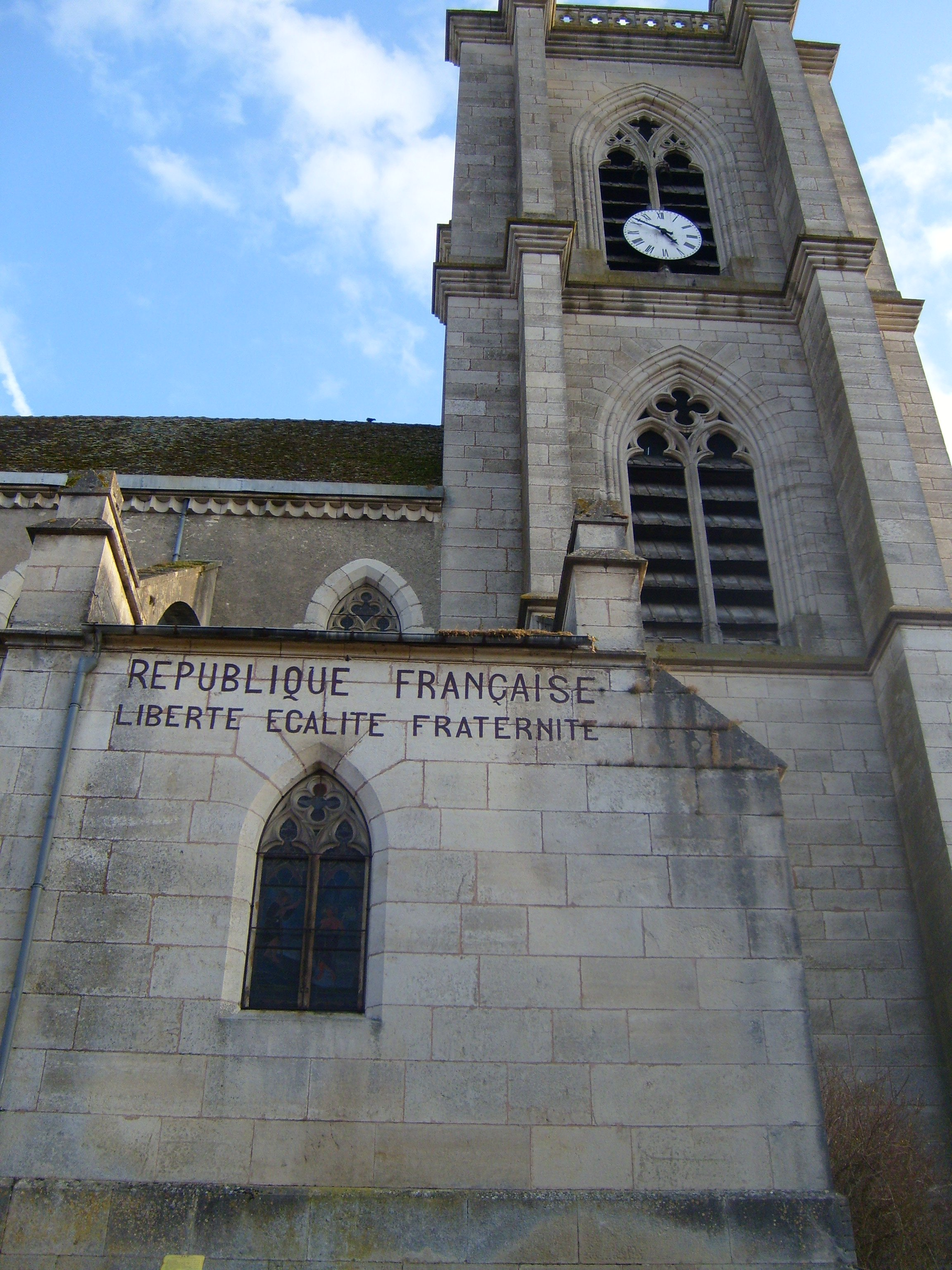
동지 교회

동지(프랑스어: Donzy)는 프랑스 부르고뉴 니에브르주에 위치한 도시로 면적은 63.18km2, 인구는 1,659명(1999년 기준), 인구 밀도는 26명/km2이다. 1981년부터 실시된 프랑스의 대통령 선거에서 기록한 전국 득표율과 거의 일치하는 득표율로 유명한 곳이다.

시 문장